# Bulan Baru
Bulan Baru is een bestuurslaag in het regentschap Karo van de provincie Noord-Sumatra, Indonesië. Bulan Baru telt 483 inwoners (volkstelling 2010).